# Dryopteris celsa
Dryopteris celsa là một loài thực vật có mạch trong họ Dryopteridaceae. Loài này được (W. Palmer) Knowlt., Palmer & Pollard miêu tả khoa học đầu tiên năm 1900.

## Hình ảnh

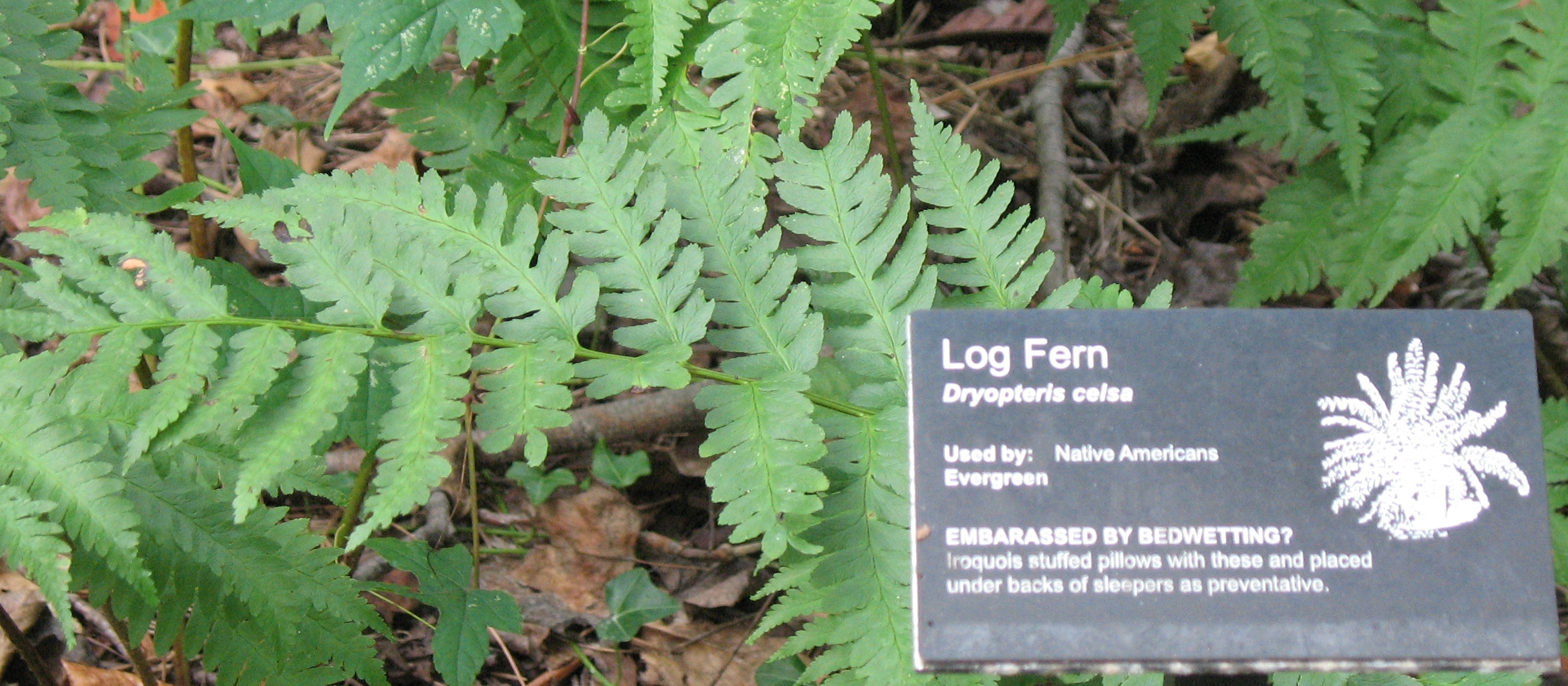